# 2009 MF10
2009 MF10 est un objet transneptunien. 

## Caractéristiques
2009 MF10 mesure environ 200 km de diamètre.